# Década de 1120
Séculos: Século XI - Século XII - Século XIII
Décadas: 1090 1100 1110 - 1120 - 1130 1140 1150
Anos: 1120 - 1121 - 1122 - 1123 - 1124 - 1125 - 1126 - 1127 - 1128 - 1129